# Arachnographa micrastrella
Arachnographa micrastrella là một loài bướm đêm thuộc họ Oecophoridae. Nó được tìm thấy ở New South Wales, Queensland và Victoria.
Con trưởng thành có cánh trước màu nâu rỉ sắt với đốm ở giữa và một dải chéo màu xám mỏng dọc theo rìa.
Ấu trùng ăn các loài Exocarpos cupressiformis, Hakea species (inclcuding Hakea sericea) and introduced Juniperus (bao gồm các loài Juniperus hybernica) and Pinus (bao gồm Pinus radiata, Pinus pinaster và Pinus elliottii).

## Hình ảnh

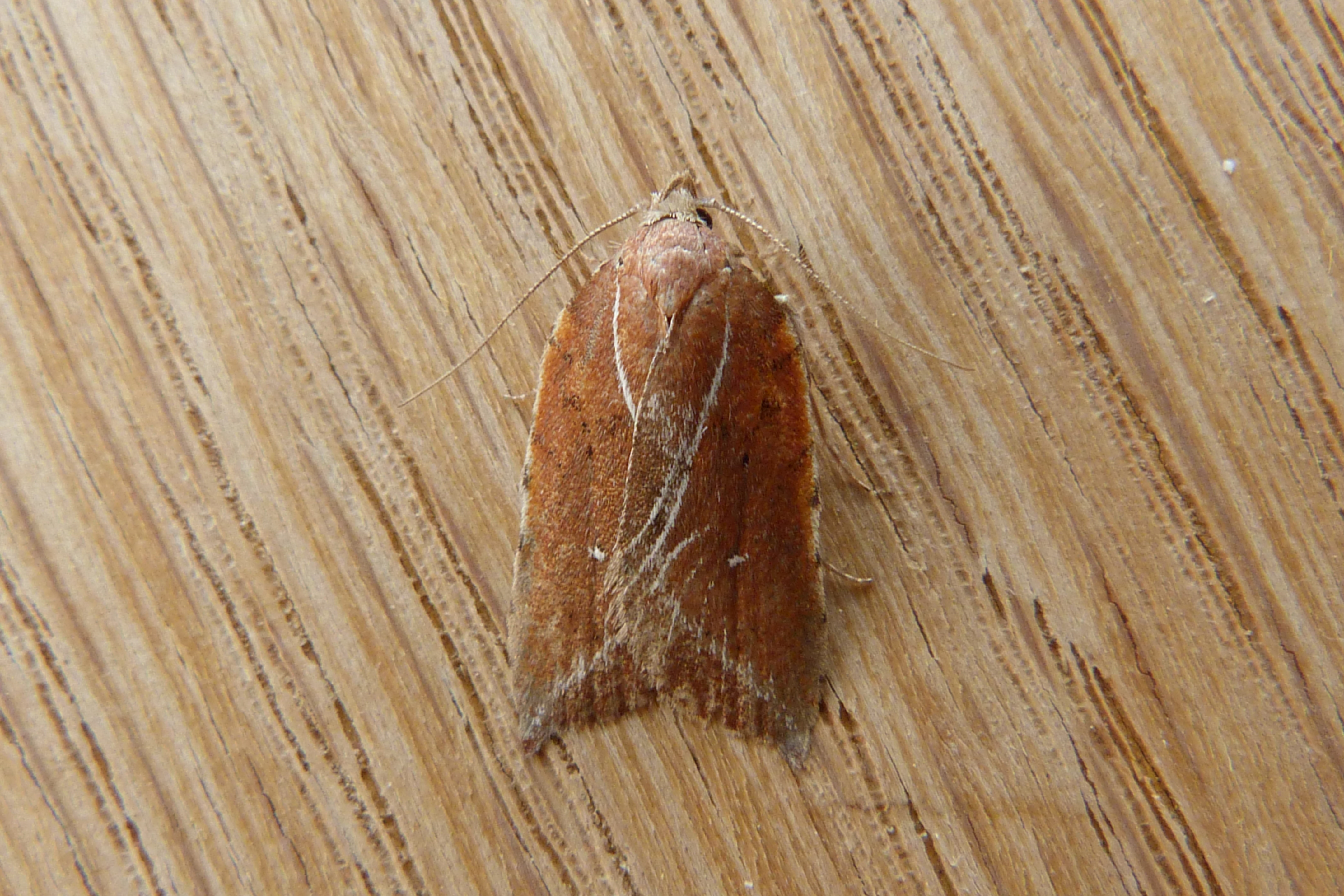